# Зерех-Жіє
Зерех-Жіє (перс. زره ژيه) — село в Ірані, у дегестані Хейран, у Центральному бахші, шагрестані Астара остану Ґілян. За даними перепису 2006 року, його населення становило 28 осіб, що проживали у складі 6 сімей.